# Крупец (село, Рыльский район)
Крупец — село в Рыльском районе Курской области. Административный центр Крупецкого сельсовета.

## География
Село находится на реке Обеста (левый приток Клевени) и ее притоке Крупка, в 128 км западнее Курска, в 24 км западнее районного центра — города Рыльск.
Климат
Крупец, как и весь район, расположен в поясе умеренно континентального климата с тёплым летом и относительно тёплой зимой (Dfb в классификации Кёппена).
| Показатель                                                                   | Янв. | Фев. | Март | Апр. | Май  | Июнь | Июль | Авг. | Сен. | Окт. | Нояб. | Дек. | Год  |
| ---------------------------------------------------------------------------- | ---- | ---- | ---- | ---- | ---- | ---- | ---- | ---- | ---- | ---- | ----- | ---- | ---- |
| Средний суточный максимум, °C                                                | −3,6 | −2,5 | 3,4  | 13,2 | 19,5 | 22,8 | 25,1 | 24,4 | 18,2 | 10,8 | 3,8   | −0,8 | 11,2 |
| Средняя температура, °C                                                      | −5,7 | −5,1 | −0,3 | 8,4  | 14,8 | 18,5 | 20,8 | 19,9 | 14,1 | 7,4  | 1,6   | −2,8 | 7,6  |
| Средний суточный минимум, °C                                                 | −8,1 | −8,3 | −4,4 | 3    | 9,2  | 13,1 | 15,8 | 14,8 | 9,8  | 4,1  | −0,7  | −4,9 | 3,6  |
| Норма осадков, мм                                                            | 50   | 44   | 48   | 50   | 63   | 70   | 88   | 54   | 59   | 53   | 50    | 50   | 679  |
| Источник: Погода по месяцам c ru.climate-data.org(дата обращения: Июнь 2021) |      |      |      |      |      |      |      |      |      |      |       |      |      |

## История
Павел Алеппский, посетивший Крупец в 1654 году, описывал его как «большое селение с маленьким укреплением и озером».
В XIX веке село Крупец было волостным центром Крупецкой волости Путивльского уезда Курской губернии. В селе была Покровская и Николаевская церковь. В 1935—1963 годах Крупец был центром Крупецкого района.

## Население
| 1959 | 2002 | 2010 |
| ---- | ---- | ---- |
| 2942 | ↘400 | ↘302 |

## Экономика и социально значимые объекты
Личное подсобное хозяйство. Сельхозпредприятие ЗАО АФ «Благодатенская». На территории с. Крупец находится один из двух хлебоприёмных пунктов Рыльского района. Школа. Детский сад. В селе 167 домов.

## Транспорт
Крупец находится на автодороге регионального значения 38К-017 (Курск — Льгов — Рыльск — граница с Украиной), которая является участком трассы E 38 (Шымкент в Казахстане — Воронеж — Глухов на Украине), в 6,5 км от ближайшей ж/д станции Крупец (линия Хутор-Михайловский — Ворожба). Остановка общественного транспорта.
В 191 км от аэропорта имени В. Г. Шухова (недалеко от Белгорода).